# Stadion Bergholz

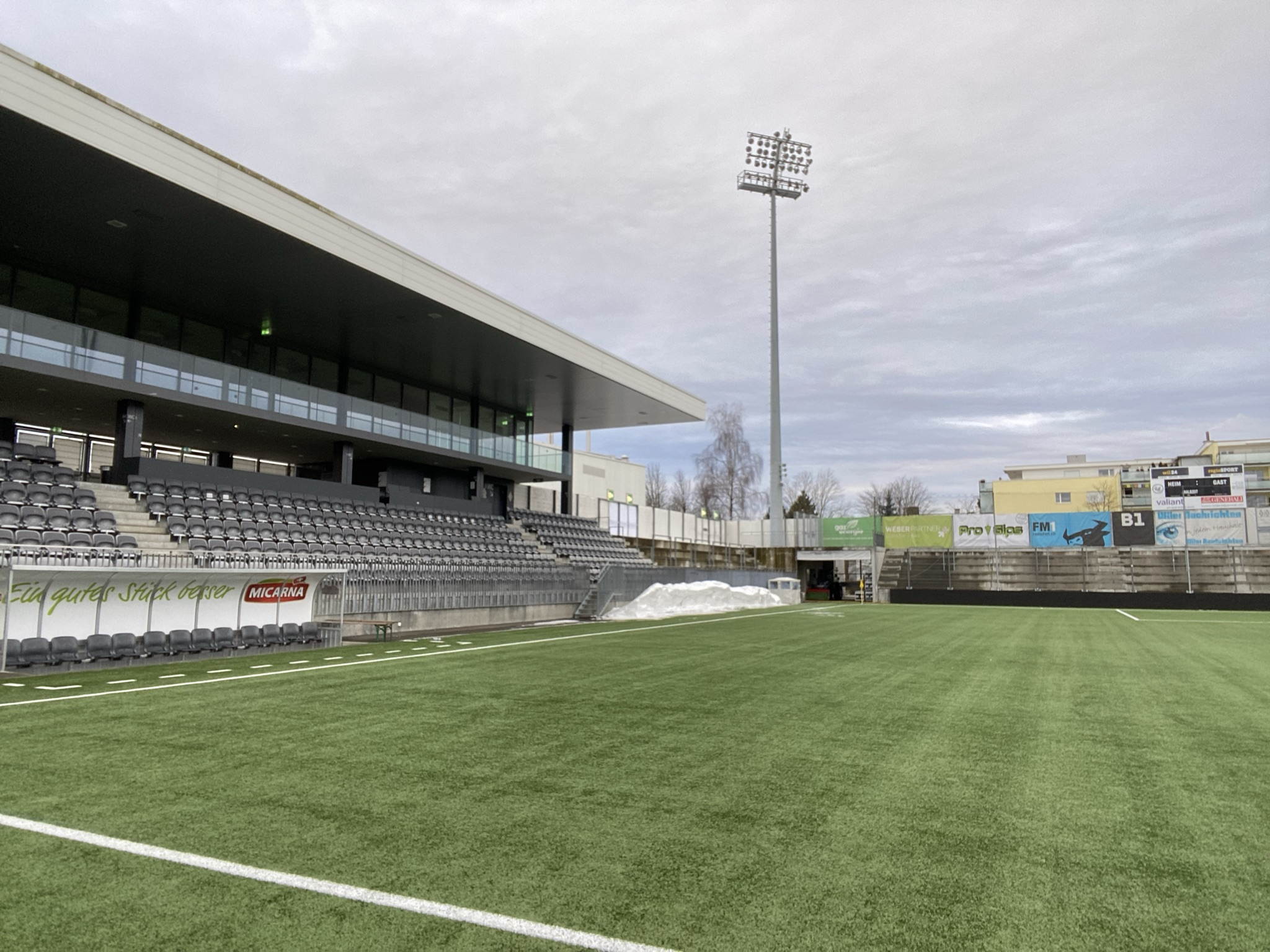
Lo stadio nel 2022

La Lidl Arena è uno stadio sito nella città di Wil del Cantone di San Gallo.
È utilizzato per le partite di calcio del F.C. Wil. Lo stadio è di proprietà della città di Wil, ed è stato sponsorizzato dalla ditta 
IGP Pulvertechnik di Kirchberg (con sede operativa a Wil).
È grazie alla sponsorizzazione di 100 000 franchi annui ricevuta nel novembre 2013 che lo stadio ha cambiato nome in IGP Arena, nome che rimarrà legato a questo stadio per 10 anni. Lo sponsor si è ritirato nel 2019; dal 2022 lo stadio è stato ridenominato LIDL Arena.
La capienza attuale dello stadio è di 6 000 spettatori, di cui 700 posti a sedere e 5 300 posti in piedi. L'illuminazione notturna è garantita da 4 pali alti 38 metri sui quali sono montate 126 lampade a 700 lux.
Dal 2023 ospiterà gli incontri della squadra professionistica di football americano degli Helvetic Guards, militante in ELF.